# Liev Schreiber
Liev Schreiber (født Isaac Liev Schreiber; 4. oktober 1967) er en amerikansk skuespiller. I 2005 vandt Schreiber en Tony Award for sin rolle i teaterstykket Glengarry Glen Ross.[kilde mangler]

## Udvalgt filmografi

### Film
| År   | Titel                                                | Rolle                      | Noter                    |
| ---- | ---------------------------------------------------- | -------------------------- | ------------------------ |
| 1994 | Mixed Nuts                                           | Chris                      |                          |
| 1995 | Denise Calls Up                                      | Jerry Heckerman            |                          |
| 1995 | Mad Love                                             | Salesman                   |                          |
| 1995 | Party Girl                                           | Nigel                      |                          |
| 1996 | The Daytrippers                                      | Carl Petrovic              |                          |
| 1996 | Walking and Talking                                  | Andrew                     |                          |
| 1996 | Big Night                                            | Leo                        |                          |
| 1996 | Scream                                               | Cotton Weary               | Cameo                    |
| 1996 | Ransom                                               | Clark Barnes               |                          |
| 1997 | His and Hers                                         | Glenn                      |                          |
| 1997 | Scream 2                                             | Cotton Weary               |                          |
| 1998 | Phantoms                                             | Deputy Stuart 'Stu' Wargle |                          |
| 1998 | Sphere                                               | Ted Fielding               |                          |
| 1998 | Twilight                                             | Jeff Willis                |                          |
| 1998 | Desert Blue                                          | Mickey Moonday             | Voice                    |
| 1999 | A Walk on the Moon                                   | Marty Kantrowitz           |                          |
| 1999 | Jakob the Liar                                       | Mischa                     |                          |
| 1999 | The Hurricane                                        | Sam Chaiton                |                          |
| 2000 | Spring Forward                                       | Paul                       |                          |
| 2000 | Hamlet                                               | Laertes                    |                          |
| 2000 | Scream 3                                             | Cotton Weary               |                          |
| 2001 | Kate & Leopold                                       | Stuart Besser              |                          |
| 2002 | The Sum of All Fears                                 | John Clark                 |                          |
| 2003 | Spinning Boris                                       | Joe Shumate                |                          |
| 2004 | The Manchurian Candidate                             | Raymond Shaw               |                          |
| 2005 | Everything Is Illuminated                            | N/A                        | Writer and director      |
| 2006 | The Omen                                             | Robert Thorn               |                          |
| 2006 | The Painted Veil                                     | Charles Townsend           |                          |
| 2007 | Chicago 10                                           | William Kunstler           | Voice                    |
| 2007 | The Ten                                              | Ray Johnson                |                          |
| 2007 | Love in the Time of Cholera                          | Lotario Thurgot            |                          |
| 2007 | Sea Monsters: A Prehistoric Adventure                | Narrator                   |                          |
| 2008 | Defiance                                             | Zus Bielski                |                          |
| 2009 | X-Men Origins: Wolverine                             | Victor Creed / Sabretooth  |                          |
| 2009 | Taking Woodstock                                     | Vilma                      |                          |
| 2009 | Every Day                                            | Ned Freed                  |                          |
| 2010 | America: The Story of Us                             | Narrator                   |                          |
| 2010 | Repo Men                                             | Frank                      |                          |
| 2010 | Salt                                                 | Theodore "Ted" Winters     |                          |
| 2011 | Goon                                                 | Ross "The Boss" Rhea       |                          |
| 2012 | Mental                                               | Trevor Blundell            |                          |
| 2012 | The Reluctant Fundamentalist                         | Bobby Lincoln              |                          |
| 2013 | Movie 43                                             | Robert                     | Segment: "Homeschooled"  |
| 2013 | Rescue in the Philippines: Refuge from the Holocaust | Narrator                   | Dokumentar               |
| 2013 | The Last Days on Mars                                | Vincent Campbell           |                          |
| 2013 | The Butler                                           | Lyndon B. Johnson          |                          |
| 2013 | A Perfect Man                                        | James                      |                          |
| 2013 | Money for Nothing: Inside the Federal Reserve        | Narrator                   |                          |
| 2013 | Fading Gigolo                                        | Dovi                       |                          |
| 2014 | Pawn Sacrifice                                       | Boris Spassky              |                          |
| 2015 | Unity                                                | Narrator                   | Documentary              |
| 2015 | Spotlight                                            | Martin Baron               |                          |
| 2015 | Creed                                                | HBO 24/7 Narrator          | Voice                    |
| 2016 | The 5th Wave                                         | Colonel Vosch              |                          |
| 2016 | Chuck                                                | Chuck Wepner               | Also writer and producer |
| 2017 | Goon: Last of the Enforcers                          | Ross "The Boss" Rhea       |                          |
| 2017 | My Little Pony: The Movie                            | The Storm King             | Voice                    |
| 2018 | Isle of Dogs                                         | Spots                      | Voice                    |
| 2018 | Spider-Man: Into the Spider-Verse                    | Wilson Fisk / Kingpin      | Voice                    |
| 2019 | A Rainy Day in New York                              | Roland Pollard             |                          |
| 2019 | Human Capital                                        | Drew Hagel                 | Also producer            |
| 2021 | The French Dispatch                                  | Talk Show Host             |                          |
| 2021 | Don't Look Up                                        | Bash Narrator              | Voice                    |
| 2022 | Across the River and into the Trees                  | Richard Cantwell           |                          |
| 2022 | Golda                                                | Henry Kissinger            | Post-production          |
| 2022 | Asteroid City                                        |                            | Post-production          |

### TV
| År        | Titel                              | Rolle                           | Noter                                                                      |
| --------- | ---------------------------------- | ------------------------------- | -------------------------------------------------------------------------- |
| 1995      | Buffalo Girls                      | Ogden                           | Television movie                                                           |
| 1996      | The Sunshine Boys                  | Ricky Gregg                     | Television movie                                                           |
| 1998      | Since You've Been Gone             | Fred Linderhoff                 | Tv-film                                                                    |
| 1999      | RKO 281                            | Orson Welles                    | Television movie                                                           |
| 2002      | Ulysses S. Grant                   | Narrator                        | American Experience dokumenter                                             |
| 2003      | Hitler: The Rise of Evil           | Ernst Hanfstaengl               | Miniserie                                                                  |
| 2006      | Lackawanna Blues                   | Ulysses Ford                    | Television movie                                                           |
| 2007      | CSI: Crime Scene Investigation     | Michael Keppler                 | 4 episodes                                                                 |
| 2008      | Independent Lens                   | William Kunstler                | Episode: "Chicago 10"                                                      |
| 2009      | Nature                             | Fortæller                       | Episode: "Raptor Force"                                                    |
| 2011      | Sesame Street                      | Sig selv                        | 2 episoder                                                                 |
| 2012      | Robot Chicken                      | Iron Man / King Triton          | Stemme; Episode: "Collateral Damage in Gang Turf War"                      |
| 2013      | Clear History                      | Tibor                           | Tv-film; ukrediteret                                                       |
| 2013      | Superheroes: A Never-Ending Battle | Fortæller                       | Dokumentarserie                                                            |
| 2013–2020 | Ray Donovan                        | Ray Donovan                     | 82 episoder (hovedrolle); også manuskriptforfatter, producer og instruktør |
| 2015      | BoJack Horseman                    | Copernicus                      | Stemme; Episode: "Out to Sea"                                              |
| 2016      | Saturday Night Live                | Sig selv                        | Episode: "Adam Driver/Chris Stapleton"                                     |
| 2016      | Drunk History                      | Victor Lustig                   | Episode: "Landmarks"                                                       |
| 2017      | America in Color                   | Narrator                        | Five episode Smithsonian Channel program                                   |
| 2018      | Saturday Night Live                | Sig selv (vært)                 | Episode: "Liev Schreiber/Lil Wayne"                                        |
| 2018      | Civilisations                      | Sig selv (fortæller)            | Stemme; 9 episoder                                                         |
| 2019      | The Simpsons                       | Dateline: Springfield fortæller | Stemme; Episode: "Woo-Hoo Dunnit?"                                         |
| 2020      | Speaking Truth to Power            | Fortæller                       | Orpheus præsentation af Beethoven's Egmont, Op. 84                         |
| 2022      | Ray Donovan: The Movie             | Ray Donovan                     | Television movie; also writer and executive producer                       |
| TBA       | A Small Light                      | Otto Frank                      | Kommende miniserier                                                        |

### Teater
| År   | Titel                                     | Rolle                 | Teater                    | Noter |
| ---- | ----------------------------------------- | --------------------- | ------------------------- | ----- |
| 1992 | Goodnight Desdemona (Good Morning Juliet) | Lionel                | Classic Stage Company     |       |
| 1993 | In the Summer House                       | Eliot                 | Vivian Beaumont Theater   |       |
| 1995 | The Tempest                               | Sebastian             | Shakespeare in the Park   |       |
| 1995 | Moonlight                                 | Jake                  | Laura Pels Theatre        |       |
| 1998 | Macbeth                                   | Banquo/Seyton         | The Public Theater        |       |
| 1998 | Cymbeline                                 | Iachimo/Jupiter       | Shakespeare in the Park   |       |
| 1999 | Hamlet                                    | Prince Hamlet         | The Public Theater        |       |
| 2000 | Betrayal                                  | Jerry                 | American Airlines Theatre |       |
| 2001 | Othello                                   | Iago                  | The Public Theater        |       |
| 2002 | The Mercy Seat                            | Ben                   | MCC Theater               |       |
| 2003 | Henry V                                   | Henry V of England    | Shakespeare in the Park   |       |
| 2005 | Glengarry Glen Ross                       | Richard Roma          | Bernard B. Jacobs Theatre |       |
| 2006 | Macbeth                                   | Macbeth af Skotland   | Shakespeare in the Park   |       |
| 2007 | Talk Radio                                | Barry Champlain       | Longacre Theatre          |       |
| 2010 | A View From the Bridge                    | Eddie                 | Cort Theatre              |       |
| 2016 | Les Liaisons Dangereuses                  | Le Vicomte de Valmont | Booth Theatre             |       |

## Privatliv
Privat dannede han par fra 2005 med den britisk-australske skuespiller Naomi Watts, med hvem han har to sønner. De gik fra hinanden i 2016.